# Oak Grove (Louisiana)
Oak Grove è un comune degli Stati Uniti d'America, situato nello Stato della Louisiana, in particolare nella parrocchia di West Carroll, della quale è il capoluogo.